# Suhár
Suhár (arabsky صحار‎) je kromě hlavního města Maskat nejrozvinutějším městem v Ománu. Leží asi 200 km severně od Maskatu a zhruba 200 km jižně od Dubaje. V dřívějších dobách byl Suhár hlavním městem a mnoho lidí věří, že je místem narození námořníka Sinbáda. Ve městě stojí Suhárská univerzita. Město je situováno na pobřeží Ománského zálivu a je správním střediskem guvernorátu Severní al-Batína. Poblíž města se nachází stejnojmenná pevnost.